# A Magyar Kézművességért Alapítvány

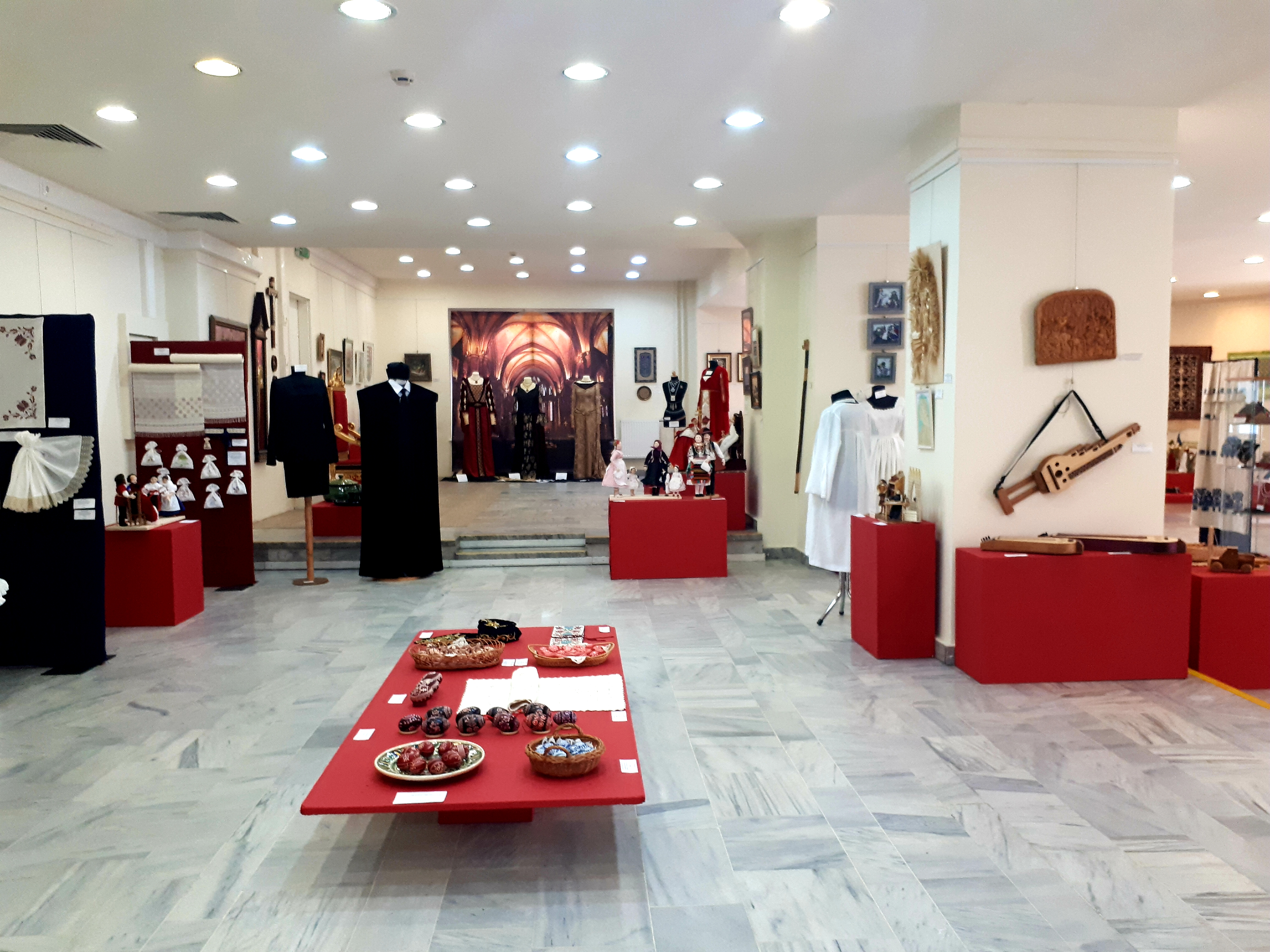
AMKA nyári kiállítás, Duna Palota, 2018

A Magyar Kézművességért Alapítványt 1993-ban az Ipartestületek Országos Szövetsége (IPOSZ) alapította, a Fővárosi Bíróság 1994 májusában jegyezte be, azóta foglalkozik természetes anyagokat felhasználó, a tárgyalkotó népművészetet (avagy népi kézművességet) és kézműves iparművészetet magába foglaló művészi kézművességgel, kihalófélben lévő szakmák (pl. pintér, bognár, faragó-molnár, kopjafa faragás, kádár, szegedi papucskészítő, szűr- és guba készítő stb.) ezen mesterségek képviselőivel; a kézművesség hagyományainak megőrzésével a Kárpát-medencében. Az alapítvány felvállalja a határainkon belül és határainkon túl a Kárpát-medencei népi formakincs megőrzését, ezen értékek bemutatását, népszerűsítését.
A Magyar Kézművességért Alapítvány kuratóriuma megbecsült kézműves szakemberekből áll, akik hosszú évek óta bizonyították elkötelezettségüket a közel 6000 fő kézművest számláló, népi hagyományokat ápoló tagsága iránt.
Az alapítvány munkájának leglátványosabb eredménye a Kárpát-medence népi kézművesek, népi iparművészek, népművészet mesterei, Kézműves Remekdíjasok, amatőr tárgyalkotó kézművesek, alkotó művészcsoportok, eredményes tanulói munkák bemutatkozási lehetősége érdekében, évi két országos kiállítás megrendezése.
Az alapítvány tisztségviselői: Fábry Zoltán - elnök; Ágoston Zsolt - képviselő, társelnök; Gál Anna - titkár; Lukács Gábor Dénes - kuratóriumi tag: Haris Mária - kuratóriumi tag.

## A Magyar Kézművességért Alapítvány országos és külföldi kiállításai
A Magyar Kézművességért Alapítvány kuratóriuma, olyan rangos helyszíneken biztosít bemutatkozási lehetőséget a határon belül- és határon kívül a Kárpát-medencében a tárgyalkotó kézműveseknek: Hadtörténeti Múzeum, Iparművészeti Múzeum, Vigadó Galéria, Néprajzi Múzeum, Vajdahunyadvár - Magyar Mezőgazdasági Múzeum, Országos Széchényi Könyvtár, Bartók 32' Galéria, Magyarok Világszövetségének Székháza, Magyarság Háza, Duna Palota, keszthelyi Balatoni Múzeum, Festetics Kastély Hintómúzeum, Esztergomi Vármúzeum, Tatai Vármúzeum, Kőszegi Vármúzeum, pécsi Dómmúzeum, veszprémi Szaléziánum, budapesti Szent István Bazilika Szent István Lovagterme.

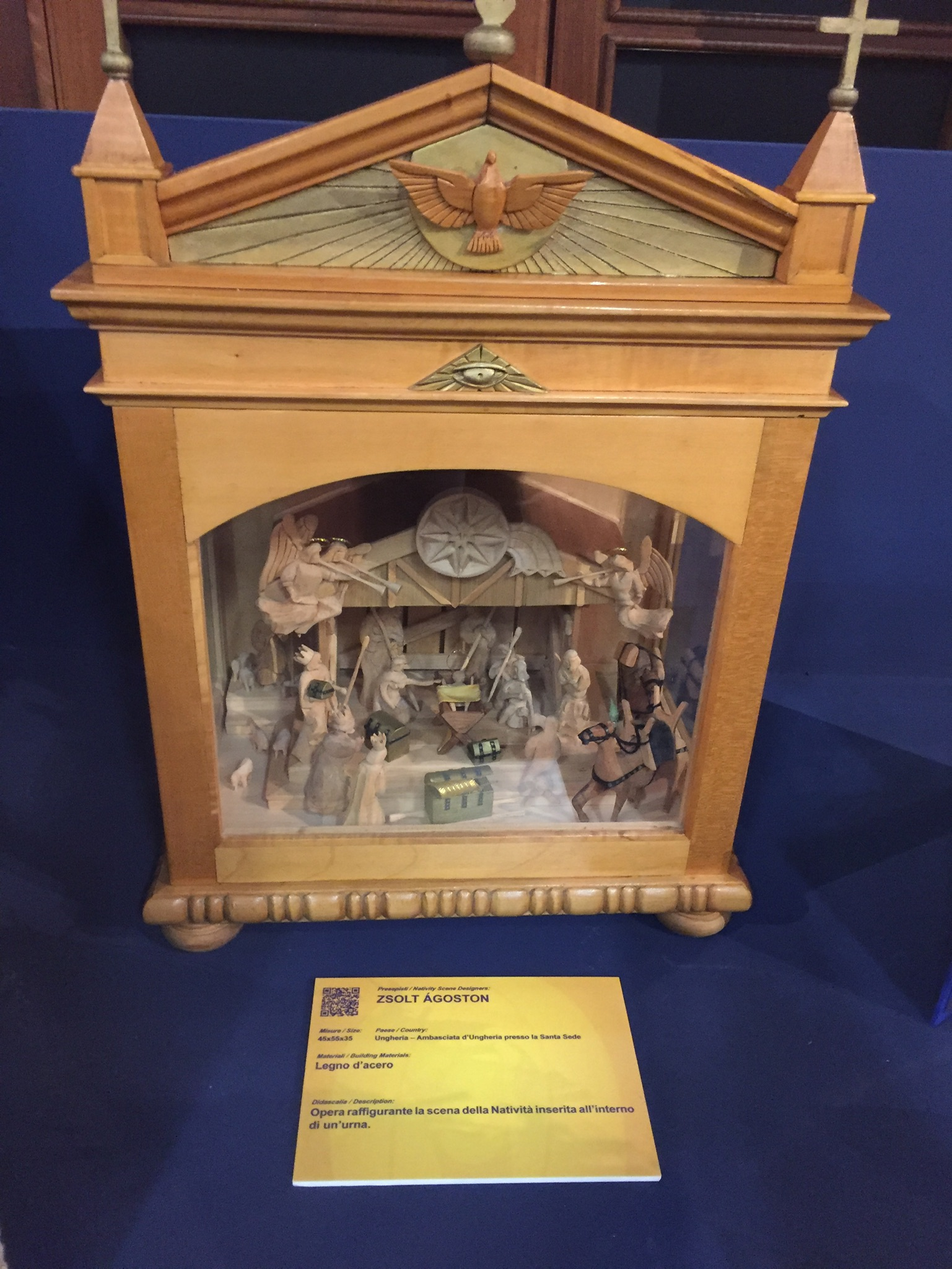
Vatikáni "100 Jászol" Nemzetközi kiállítás, Ágoston Zsolt 2019

Az alapítvány által szervezett külföldi megjelenések sorában kiemelt helyet foglal el a Rómában évente megrendezésre kerülő „100 jászol” című nemzetközi kiállítás, amelyen 1993 óta képviselik hazánkat kézműveseink.
A kuratórium szervezésében jutottak el kézműves alkotók Pompei-ben, San Franciscóban, Pekingben, Új-Delhiben, Oszakában, Firenzében, Szentpéterváron, Fukuokában megrendezett nemzetközi kiállításokra, valamint az ENSZ bécsi, Karácsony előtti jótékonysági vásárára. 
2017-ben az Arany János emlékév keretén belül az alapítvány által támogatott kézművesek bemutatkozhattak a Nagyszalontán rendezett Arany János-napokon is.
A pályázatok anyagát a kiállításokra neves iparművészekből és néprajzkutatókból álló szakértői zsűri válogatja.
A kiállítások anyagáról 2002 óta reprezentatív háromnyelvű fotóalbum kerül kiadásra, melyekben minden kiállító egy-egy alkotásának tárgyfotója szerepelt.

### Nyári kiállítások[2][3]
A Magyar Kézművességért Alapítvány nyári országos kiállításait minden évben kettős tematikájú pályázat előzi meg. A válogatott anyagokból rendezett kiállítások egyik része szabadon választott, kötetlen tematikájú: napjaink kézműves remekeit, használati- és dísztárgyait mutatja be. A pályázat másik része azonban meghatározott téma feldolgozására inspirálja a tárgyalkotókat kézműves szemmel (pl. A magyar történelem egy-egy kiemelkedő alakja és korának kézműves tárgykultúrája; A magyar monda és mesék világa; A népzene;  A reneszánsz kor hagyományai; stb.).
A nyári kézműves kiállításokon, évente immár hagyományosan vándordíjak kerülnek átadásra. 1994 - 2015 között az "Aranyfokos Kézműves Vándordíjat"; 2000-től napjainkig a "Kristály Kézműves Vándordíjat" adja át  A Magyar Kézművességért Alapítvány kuratóriuma a kiemelkedő munkát végző tárgyalkotó kézműveseknek. Ezen vándordíjak rangját az adja, hogy a kiállítók titkos szavazás útján maguk közül választják ki azokat az alkotókat, akinek a bemutatott munkáját, legszebbnek találják. 
Az elmúlt 30 évben a nyári kiállításokon eddig közel 6000 hazai és határon túli Kárpát-medencei magyar alkotó és alkotóközösség vett részt.

### Téli kiállítások[4]

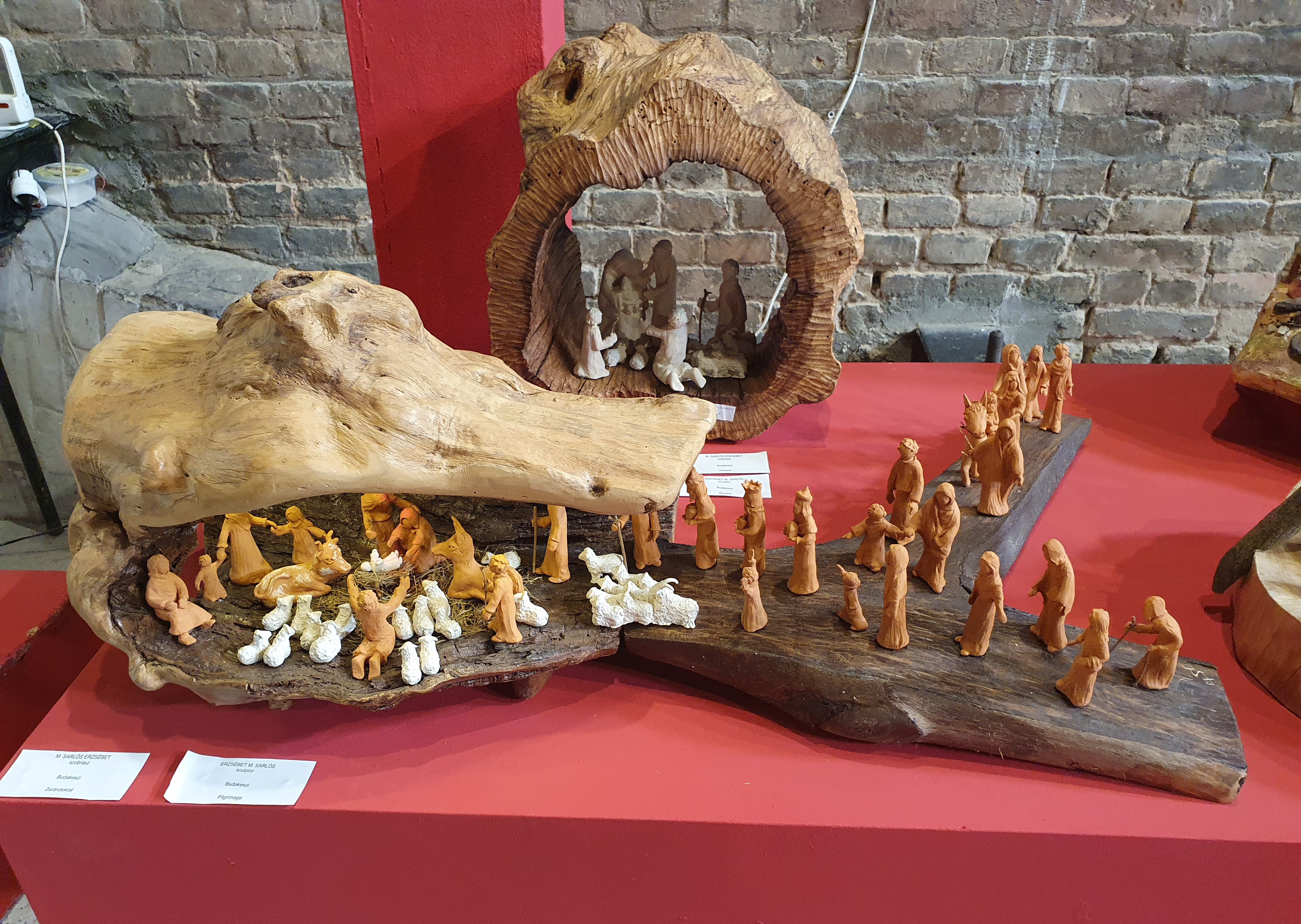
AMKA kiállítás 2021.12, Szent István-bazilika Szent István Lovagterme

Téli kiállításokat "Betlehemi jászol” címmel a karácsonyi ünnepkör részeként, a betlehemezés népi hagyományait felelevenítő módon, a témához kapcsolódó tárgyi kultúra eszközeit és tárgyait megelevenítő kézműves munkákat bemutató kiállítás, 1994 óta immár hagyománnyá vált és igen népszerű látogatottsága okán.
A kiállításon népi Betlehemek, a Szent Családot bemutató ábrázolások: fafaragások, kabaktök Betlehemek, Úrasztala hímzett terítők, misepalástok, ünnepi étkészlet, Adventi szokásokhoz kapcsolódó tárgyalkotások szép számban megtalálhatóak. A kiállításon résztvevő tárgyalkotó kézművesek között megtalálhatóak: gyertyaöntő mesterek, fazekasok, díszműkovácsok, mézeskalács készítő mesterek, mézeskalács forma fafaragók, üvegművesek, hímzők, szövők, viseletkészítők stb. 
A Betlehemi jászol országos kiállításon a ciszterci szerzetesrend és A Magyar Kézművességért Alapítvány díjait vehetik át a tárgyalkotó kézművesek  immár hagyományos módon a Szent István-bazilika Szent István Lovagtermében.
Az elmúlt 30 évben a Betlehemi jászol kiállításokon közel 3500 hazai és határon túli Kárpát-medencei magyar alkotó és alkotóközösség vett részt.